# Hódmezővásárhely
Hódmezővásárhely (ungerskt uttal: [ˈhoːdmɛzøːvaːʃaːrhɛj] lyssna (fil), serbiska: Вашархељ, Vašarhelj, tyska: Neumarkt an der Theiß) är en stad i provinsen Csongrád-Csanád i sydöstra Ungern. Staden har 42 691 invånare (2021), på en yta av 487,98 km².